# Marijn Frank
Marijn Frank (Amsterdam, 2 november 1982) is een Nederlandse presentatrice, documentaire- en televisieprogrammamaakster.
In 2007 maakte ze de documentaire Pappa is weg en ik wilde nog wat vragen als afstudeerfilm voor de Nederlandse Film en Televisie Academie. Tijdens het Nederlands Film Festival in 2007 won deze film de Tuschinski Film Award. De documentaire is een zelfportret, waarin Frank gesprekken voert met familieleden om de geschiedenis van haar zwijgzame vader te achterhalen, wat een met een joods oorlogsverleden belast gezin blootlegt.
Frank is sinds 2009 ook bekend als verslaggever van het NTR-televisieprogramma Keuringsdienst van Waarde, dat later door de KRO-NCRV is overgenomen. In 2011 presenteerde ze met Abdelkader Benali de serie Het beloofde land.
In 2010 zat ze in de finale van de verkiezing van de 'meest sexy vegetariër van het jaar' door stichting Wakker Dier. De titel ging naar actrice Sanne Vogel.
In 2015 maakte ze de documentaire Vleesverlangen over haar verslaving aan vlees en hoe daar vanaf te komen.
In 2017 maakte ze samen met Roland Duong het tv-programma De Prijsvechter, over het niet kunnen weerstaan van de verleiding om goedkope spullen te kopen.
In het najaar van 2020 maakte ze, samen met Henny Huisman een serie over de jaren '90 onder de naam Een programma over de jaren negentig.
In 2024 is Frank te zien als presentatrice van het televisieprogramma Factcheckers.

## Filmografie
- Pappa is weg en ik wilde nog wat vragen (2007); documentaire
- Bente's Stem (2012); korte documentaire
- Soof (2013); speelfilm - als Carrièrevrouw
- Vleesverlangen (2015); documentaire
- Slagershart (2017); korte documentaire
- Overgave (2022); documentaire

## Televisie
- Keuringsdienst van Waarde (2009-heden)
- Het beloofde land (2011) - met Abdelkader Benali
- De Prijsvechter (2017) - met Roland Duong
- Een programma over de jaren negentig (2020) - met Henny Huisman
- Pointer (2022-heden)
- Factcheckers (2024)
- Alles op tafel (2024)